# St Albans
St Albans je městem a administrativním centrem distriktu St Albans na jihu anglického hrabství Hertfordshire asi 35 km na sever od centra Londýna.

## Historie
Oblast St Albans byla osídlena již Kelty, jejichž osada se nacházela na Prae Hill asi dva kilometry na západ od současného města. Římané zde vybudovali město nazývané Verulamium, druhé největší město té doby po Londýně. To se nacházelo v údolí řeky Ver o něco blíže současnému městu než keltská osada.

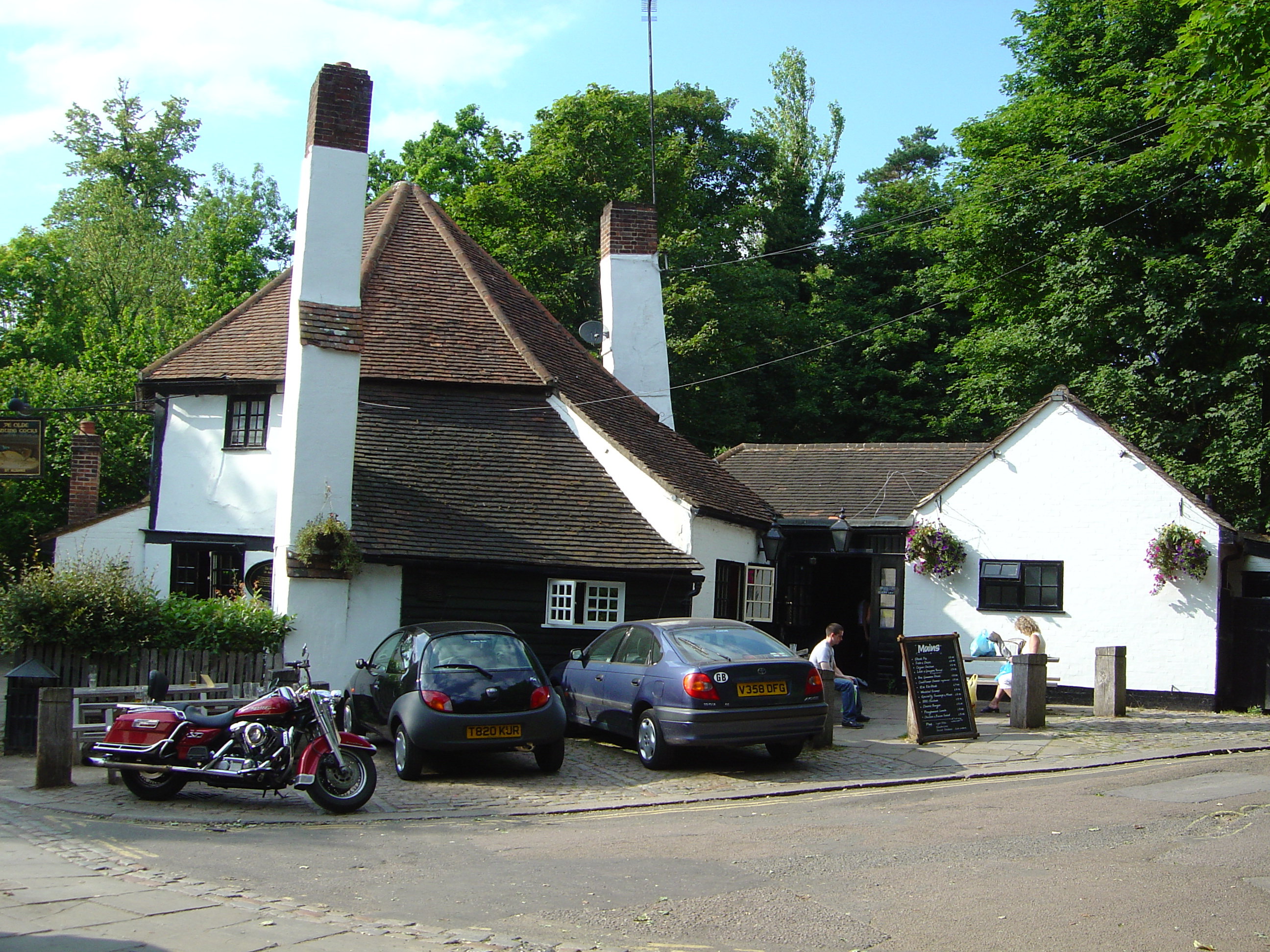
Hostinec Ye Olde Fighting Cocks

Středověké město vyrostlo na východní straně návrší v okolí benediktýnského kláštera. Podle pověsti bylo založeno v místě, kde byl, před rokem 324, popraven první britský křesťanský mučedník svatý Alban. V určitém období byl klášter centrem nejdůležitějšího anglického opatství a zde také vznikl jeden z prvních konceptů Magny Charty. Chrám opatství se stal roku 1553, po odkupu obyvateli města, farním kostelem dříve než bylo opatství roku 1559 zrušeno. Katedrálou byl ustanoven roku 1877 kdy St Albans obdrželo status města. St Albans School, sousedící s opatstvím, byla založena roku 948 a je jedinou školou s anglickým vyučovacím jazykem, na které studoval papež (Hadrián IV.).
Růst města byl na počátku 20. století dosti pomalý a byl dán rázem města, jako vesnického tržního centra, poutního místa a první zastávky nočních dálkových autobusů z a do Londýna, což se mimo jiné odrazilo ve velkém počtu hospod, z nichž některé pocházejí z doby Tudorovců. V meziválečném období zde docházelo k rozvoji elektronického odvětví. Po druhé světové válce St Albans expandoval velkou rychlostí způsobenou hledáním místa pro bydlení obyvatel Velkého Londýna.

## Ekonomika
Distrikt St Albans (který zahrnuje i Harpenden) se vyznačuje cenami nemovitostí (328 liber) výrazně převyšujícími národní průměr (asi 200 liber). Podle Národní stavební asociace je město nejdražším obytným územím po centru Londýna, což je způsobeno i dobrou dostupností vlakem z Londýna.
Ekonomický potenciál města vytváří kanceláře, malé společnosti, maloobchody a společnosti zaměřené na turistický ruch.

## Doprava
St Albans se nachází poblíž křižovatky silnice A5183 a A1081. Dálnice M25 prochází východo západním směrem na jih od města, a dálnice M1 a A1 procházející v blízkosti St Albans poskytují snadné spojení s hlavní městem.
Ve městě se nachází dvě železniční stanice. City Station se nachází nedaleko centra města a je součástí železniční sítě Thameslink a spojuje město s Bedfordem, Lutonem, letištěm Luton, Londýnem, Suttonem, Wimbledonem, letištěm Gatwick a Brightonem. Druhou železniční stanicí je Abbey Station asi jeden kilometr na jih od centra St Albans. Cesta z města na letiště Heathrow trvá si 40 minut.

## Památky
- Fishpool Street – ulice s celou řadou hrázděných domů, z nichž řada později obdržela cihlové průčelí. Dochováno několik zajímavých dřevěných zárubní z let 1700 až 1830.
- The Fighting Cocks – oktogonální budova středověkého holubníku, přemístěná na nynější místo po zrušení kláštera roku 1538. V budově se zřejmě konaly kohoutí zápasy.
- The Graet Gate – dříve šlo o nejdůležitější a nejvelkolepější vstup do kláštera. Jde o jedinou dochovanou stavbou z vlastního kláštera. Brána samotná byla vystavěna roku 1362, a to pravděpodobně architektem Henry Yevelem.
- Hodinová věž (The Clocktower) – vystavěna v letech 1403 až 1412. Původně v ní byl umístěn večerní zvon, který zároveň sloužil k požárnímu poplachu, dále zde byly komerční prostory a dole obchod. Věž byla restaurována roku 1866.
- Hradby a základy Londýnské brány – z brány jsou dochovány pouze základové zdi se dvěma průchody pro pěší a jedním vjezdem pro povozy. U brány se nachází nejlépe dochovaná část římských hradeb. Tyto hradby byly vystavěny okolo roku 270 a měřili 3,6 km. V současnosti je zachováno několik úseků hradeb, ovšem bez původního lícového zdiva z křemene, dále bašta, věž a u Londýnské brány i příkop.
- The Christopher – dům z doby okolo roku 1400 s prvním patrem umístěným na krakorcích, ve dvoře je jeden z nich vyřezán do podoby figury.
- Chudobince (Almshouses) – Pembertonovský chudobinec z roku 1627 (jednopatrová cihlová stavba) a Marlboroughský chudobinec z roku 1736 (postavený Sarah vévodkyní z Marlborough, neobvykle velká strohá stavba s bohatým erbem zakladatelky ve štítě).
- Ivy house – palác, který pro sebe vystavěl Edward Strong, zednický mistr architekta Christophera Wrena
- Katedrála sv. Albána (St Albans Abbey) – katedrálou je kostel až od roku 1877. Původně se jednalo o klášterní kostel. Klášter zde byl založen roku 792 králem Mercie Offou, a to na místě umučení a pohřbení sv. Albána. Z původní anglosaské stavby se nic nedochovalo, kostel byl totiž přestavěn v letech 1077 až 1088. Ve velkém bylo tehdy použito římských cihel z ruin Verulamia. Později byl kostel přestavěn v gotickém stylu a byla k němu přistavěna kaple Panny Marie. Kostel se pyšní nejdelší kostelní lodí v Anglii.
- Kostel sv. Michaela (St Michael’s Church) – údajně měl být založen roku 948 opatem Ulsinusem. Uvnitř lodě je patrné, že kostel pochází z anglosaské doby. Z venku je kostel dosti změněn. V kostele je pozoruhodný epitaf lorda kancléře, filozofa a vědce Sira Francise Bacona z Gorhambury. Věž pochází z roku 1897. Kostel stojí přímo na místě někdejšího fóra a basiliky římského města Verulamium.
- Mosaika a Hypokaust – kryté zbytky podlahy římských lázní s rozsáhlou mosaikou a vytápěním. Jedná se o část velkého městského domu postaveného kolem roku 200 a později přestavěného.
- Museum Verulamia (Verulamium Museum) – otevřeno roku 1939. Obsahuje informace o římském městě Verulamiu, jeho dějinách a každodenním životě. Verulamium se rozprostíralo v okolí muzea. Bylo třetím největším městem římské Británie. Město bylo založeno roku 49 a obýváno do doby po roce 425. Museum obsahuje mosaiky, nástěnné malby, zlomky architektury, nálezy hrobů, zbraní, mincí, keramiky, věcí každodenní potřeby atp.
- Radnice a soudní dvůr (The Town Hall and Courthouse) – postavena v neoklasicistním stylu v roce 1830, v současnosti je zde umístěno informační turistické centrum.
- Romeland House – palác postavený okolo roku 1710 Edwardem Strongem, zednickým mistrem architekta Christophera Wrena.
- Římské divadlo – jeden z nejlépe dochovaných objektů římského Verulamia a jediné plně vykopané divadlo z doby římské Británie ve Velké Británii. Jedno ze šesti divadel římské Británie. Postaveno okolo roku 150. Později rozšířeno. Neobvyklá kombinace divadla a amfiteátru. Odehrávala se zde spíše dramatická a náboženská představení než gladiátorské zápasy. V blízkosti divadla další vykopávky.
- Tudorovská hospoda (The Tudor Tavern) – hala v prvním patře je z doby okolo roku 1400. V prvním patře je zachováno původní okno.
- Ulice sv. Petra (St. Peter’s Street) – obchodní ulice města, místo dvou bitev u St. Alabns z roku 1455 a 1461.
- Waxhouse Gate – jméno je údajně odvozeno od výroby vosku (wax) v bráně anebo v jejím okolí. Současná stavba je z doby okolo roku 1430, později byla částečně zbořena a přestavěna po roce 1700.